# 向必恭
向必恭（14世紀—15世紀），湖廣荊州府夷陵州長陽縣人，明朝政治人物。

## 生平
向必恭十四歲已獲推舉鄉賢，人稱為神童，是永樂九年（1411年）辛卯科湖廣鄉試舉人，授昆明知縣，調旌德知縣，人們都遵行他的政策，去任後亦思念他。

## 引用
1. 1 2  同治《長陽縣志·卷五·人物志》：舉人 明……向必恭 （永樂）辛卯，官知縣……向必恭，永樂中舉人，年十四即舉鄉賢，當時稱為神童，初任雲南昆明縣，調南直旌德縣，人服其政，去而思之。 通志